# Olympische Sommerspiele 2004/Gewichtheben
Bei den XXVIII. Olympischen Sommerspielen 2004 in Athen fanden 15 Wettbewerbe im Gewichtheben statt. Austragungsort war die Nikaia Olympic Hall im Vorort Nikea.

## Bilanz

### Medaillenspiegel
| Platz | Land         | Gold | Silber | Bronze | Gesamt |
| ----- | ------------ | ---- | ------ | ------ | ------ |
| 1     | China        | 5    | 3      | –      | 8      |
| 2     | Türkei       | 3    | –      | 2      | 5      |
| 3     | Thailand     | 2    | –      | 2      | 4      |
| 4     | Russland     | 1    | 2      | 4      | 7      |
| 5     | Ukraine      | 1    | 1      | –      | 2      |
| 6     | Bulgarien    | 1    | –      | 1      | 2      |
| 7     | Georgien     | 1    | –      | –      | 1      |
| 7     | Iran         | 1    | –      | –      | 1      |
| 9     | Belarus      | –    | 2      | 1      | 3      |
| 10    | Südkorea     | –    | 2      | –      | 2      |
| 11    | Indonesien   | –    | 1      | –      | 1      |
| 11    | Kasachstan   | –    | 1      | –      | 1      |
| 11    | Lettland     | –    | 1      | –      | 1      |
| 11    | Nordkorea    | –    | 1      | –      | 1      |
| 11    | Ungarn       | –    | 1      | –      | 1      |
| 16    | Griechenland | –    | –      | 1      | 1      |
| 16    | Kolumbien    | –    | –      | 1      | 1      |
| 16    | Kroatien     | –    | –      | 1      | 1      |
| 16    | Polen        | –    | –      | 1      | 1      |
| 16    | Venezuela    | –    | –      | 1      | 1      |

### Medaillengewinner
| Konkurrenz         | Gold              | Silber                | Bronze                |
| ------------------ | ----------------- | --------------------- | --------------------- |
| Klasse bis 56 kg   | Halil Mutlu       | Wu Meijin             | Sedat Artuç           |
| Klasse bis 62 kg   | Shi Zhiyong       | Le Maosheng           | Israel José Rubio     |
| Klasse bis 69 kg   | Zhang Guozheng    | Lee Bae-yeong         | Nikolaj Pešalov       |
| Klasse bis 77 kg   | Taner Sağır       | Sergei Filimonow      | Reyhan Arabacıoğlu    |
| Klasse bis 85 kg   | Giorgi Assanidse  | Andrej Rybakou        | Pyrros Dimas          |
| Klasse bis 94 kg   | Milen Dobrew      | Chadschimurat Akkajew | Eduard Tjukin         |
| Klasse bis 105 kg  | Dmitri Berestow   | Ihor Rasorjonow       | Gleb Pissarewski      |
| Klasse über 105 kg | Hossein Rezazadeh | Viktors Ščerbatihs    | Welitschko Tscholakow |

| Konkurrenz        | Gold            | Silber              | Bronze            |
| ----------------- | --------------- | ------------------- | ----------------- |
| Klasse bis 48 kg  | Nurcan Taylan   | Li Zhuo             | Aree Wiratthaworn |
| Klasse bis 53 kg  | Udomporn Polsak | Raema Lisa Rumbewas | Mabel Mosquera    |
| Klasse bis 58 kg  | Chen Yanqing    | Ri Song-hui         | Wandee Kameaim    |
| Klasse bis 63 kg  | Natalija Skakun | Hanna Bazjuschka    | Tazjana Stukalawa |
| Klasse bis 69 kg  | Liu Chunhong    | Eszter Krutzler     | Sarema Kassajewa  |
| Klasse bis 75 kg  | Pawina Thongsuk | Natalja Sabolotnaja | Walentina Popowa  |
| Klasse über 75 kg | Tang Gonghong   | Jang Mi-ran         | Agata Wróbel      |

## Ergebnisse Männer

### Klasse bis 56 kg (Bantamgewicht)
| Platz | Land | Sportler             | Reißen (kg) | Stoßen (kg) | Gesamt (kg) |
| ----- | ---- | -------------------- | ----------- | ----------- | ----------- |
| 1     | TUR  | Halil Mutlu          | 135,0       | 160,0       | 295,0       |
| 2     | CHN  | Wu Meijin            | 130,0       | 157,5       | 287,5       |
| 3     | TUR  | Sedat Artuç          | 125,0       | 155,0       | 280,0       |
| 4     | BLR  | Witali Dzerbianiou   | 127,5       | 152,5       | 280,0       |
| 5     | COL  | Óscar Figueroa       | 125,0       | 155,0       | 280,0       |
| 6     | ROM  | Adrian Ioan Jigău    | 120,0       | 155,0       | 275,0       |
| 7     | HUN  | László Tancsics      | 122,5       | 150,0       | 272,5       |
| 8     | INA  | Jadi Setiadi         | 117,5       | 145,0       | 262,5       |
| 9     | COL  | Nelson Castro        | 117,5       | 145,0       | 262,5       |
| 10    | IRQ  | Mohammed Abdul-Monem | 120,0       | 135,0       | 255,0       |

Datum: 15. August 2004

17 Teilnehmer aus 14 Ländern

### Klasse bis 62 kg (Federgewicht)
| Platz | Land | Sportler           | Reißen (kg) | Stoßen (kg) | Gesamt (kg) |
| ----- | ---- | ------------------ | ----------- | ----------- | ----------- |
| 1     | CHN  | Shi Zhiyong        | 152,5 (OR)  | 172,5       | 325,0       |
| 2     | CHN  | Le Maosheng        | 140,0       | 172,5       | 312,5       |
| 3     | VEN  | Israel José Rubio  | 132,5       | 162,5       | 295,0       |
| 4     | ARM  | Armen Ghasarjan    | 135,0       | 160,0       | 295,0       |
| 5     | INA  | Gustar Junianto    | 132,5       | 160,0       | 292,5       |
| 6     | FRA  | Samson Matam       | 127,5       | 160,0       | 287,5       |
| 7     | TKM  | Ümürbek Bazarbaýew | 130,0       | 157,5       | 287,5       |
| 8     | INA  | Sunarto Rasidi     | 125,0       | 160,0       | 285,0       |
| 9     | TPE  | Yang Sheng-hsiung  | 120,0       | 160,0       | 280,0       |
| 10    | FSM  | Manuel Minginfel   | 120,0       | 152,5       | 272,5       |

Datum: 16. August 2004

20 Teilnehmer aus 18 Ländern
Zunächst war der Grieche Leonidas Sampanis auf dem dritten Platz geführt worden. Nachdem bei ihm ein weit erhöhter Testosteronwert festgestellt worden war, schloss ihn das IOC von den Olympischen Spielen aus und erkannte ihm die Bronzemedaille ab.

### Klasse bis 69 kg (Leichtgewicht)
| Platz | Land | Sportler         | Reißen (kg) | Stoßen (kg) | Gesamt (kg) |
| ----- | ---- | ---------------- | ----------- | ----------- | ----------- |
| 1     | CHN  | Zhang Guozheng   | 160,0       | 187,5       | 347,5       |
| 2     | KOR  | Lee Bae-yeong    | 152,5       | 190,0       | 342,5       |
| 3     | CRO  | Nikolaj Pešalov  | 150,0       | 187,5       | 337,5       |
| 4     | AZE  | Turan Mirzəyev   | 147,5       | 185,0       | 332,5       |
| 5     | CMR  | Vencelas Dabaya  | 145,0       | 182,5       | 327,5       |
| 6     | BLR  | Siarhei Laurenau | 147,5       | 170,0       | 317,5       |
| 7     | FRA  | Romuald Ernault  | 142,5       | 165,0       | 307,5       |
| 8     | NRU  | Yukio Peter      | 135,0       | 167,5       | 302,5       |
| 9     | ROM  | Stănel Stoica    | 142,5       | 160,0       | 302,5       |
| 10    | TPE  | Kuo Cheng-wei    | 132,5       | 165,0       | 297,5       |

Datum: 18. August 2004

17 Teilnehmer aus 16 Ländern

### Klasse bis 77 kg (Mittelgewicht)
| Platz | Land | Sportler                 | Reißen (kg) | Stoßen (kg) | Gesamt (kg) |
| ----- | ---- | ------------------------ | ----------- | ----------- | ----------- |
| 1     | TUR  | Taner Sağır              | 172,5 (OR)  | 202,5       | 375,0 (OR)  |
| 2     | KAZ  | Sergei Filimonow         | 172,5 (OR)  | 200,0       | 372,5       |
| 3     | TUR  | Reyhan Arabacıoğlu       | 165,0       | 195,0       | 360,0       |
| 4     | GRE  | Viktor Mitrou            | 160,0       | 200,0       | 360,0       |
| 5     | IRI  | Mohammad Hossein Barkhah | 160,0       | 197,5       | 357,5       |
| 6     | HUN  | Attila Feri              | 155,0       | 200,0       | 355,0       |
| 7     | BUL  | Iwan Stoizow             | 155,0       | 200,0       | 355,0       |
| 8     | QAT  | Nader Sufyan Abbas       | 160,0       | 195,0       | 355,0       |
| 9     | KOR  | Kim Kwang-hoon           | 155,0       | 195,0       | 350,0       |
| 10    | ROM  | Sebastian Dogariu        | 155,0       | 190,0       | 345,0       |

Datum: 19. August 2004

25 Teilnehmer aus 22 Ländern
Am 12. Februar 2013 disqualifizierte das IOC nachträglich den russischen Bronzemedaillengewinner Oleg Perepetschonow, da ihm Doping mit Clenbuterol nachgewiesen werden konnte.

### Klasse bis 85 kg (Halbschwergewicht)
| Platz | Land | Sportler                  | Reißen (kg) | Stoßen (kg) | Gesamt (kg) |
| ----- | ---- | ------------------------- | ----------- | ----------- | ----------- |
| 1     | GEO  | Giorgi Assanidse          | 177,5       | 205,0       | 382,5       |
| 2     | BLR  | Andrej Rybakou            | 180,0       | 200,0       | 380,0       |
| 3     | GRE  | Pyrros Dimas              | 175,0       | 202,5       | 377,5       |
| 4     | GRE  | Georgios Markoulas        | 167,5       | 205,0       | 372,5       |
| 5     | CHN  | Yuan Aijun                | 167,5       | 205,0       | 372,5       |
| 6     | BLR  | Aljaksandr Anischtschanka | 170,0       | 200,0       | 370,0       |
| 7     | ARM  | Tigran Martirosjan        | 167,5       | 200,0       | 367,5       |
| 8     | KOR  | Song Jong-shik            | 160,0       | 200,0       | 360,0       |
| 9     | COL  | Héctor Ballesteros        | 157,5       | 197,5       | 355,0       |
| 10    | USA  | Oscar Chaplin             | 160,0       | 190,0       | 350,0       |

Datum: 21. August 2004

21 Teilnehmer aus 19 Ländern

### Klasse bis 94 kg (Mittelschwergewicht)
| Platz | Land | Sportler              | Reißen (kg) | Stoßen (kg) | Gesamt (kg) |
| ----- | ---- | --------------------- | ----------- | ----------- | ----------- |
| 1     | BUL  | Milen Dobrew          | 187,5       | 220         | 407,5       |
| 2     | RUS  | Chadschimurat Akkajew | 185,0       | 220,0       | 405,0       |
| 3     | RUS  | Eduard Tjukin         | 182,5       | 215,0       | 397,5       |
| 4     | IRN  | Shahin Nasirinia      | 172,5       | 220,0       | 392,5       |
| 5     | VEN  | Julio Luna            | 170,0       | 220,0       | 390,0       |
| 6     | TUR  | Hakan Yılmaz          | 175,0       | 215,0       | 390,0       |
| 7     | KAZ  | Baqyt Achmetow        | 180,0       | 210,0       | 390,0       |
| 8     | UKR  | Anatoliy Mushyk       | 175,0       | 212,5       | 387,5       |
| 9     | ESP  | Santiago Martínez     | 175,0       | 207,5       | 382,5       |
| 10    | MDA  | Eugen Bratan          | 175,0       | 205,0       | 380,0       |

Datum: 23. August 2004

25 Teilnehmer aus 18 Ländern

### Klasse bis 105 kg (Schwergewicht)
| Platz | Land | Sportler            | Reißen (kg) | Stoßen (kg) | Gesamt (kg) |
| ----- | ---- | ------------------- | ----------- | ----------- | ----------- |
| 1     | RUS  | Dmitri Berestow     | 195,0       | 230,0       | 425,0       |
| 2     | UKR  | Ihor Rasorjonow     | 190,0       | 230,0       | 420,0       |
| 3     | RUS  | Gleb Pissarewski    | 190,0       | 225,0       | 415,0       |
| 4     | MDA  | Alexandru Bratan    | 192,5       | 222,5       | 415,0       |
| 5     | LTU  | Ramūnas Vyšniauskas | 187,5       | 222,5       | 410,0       |
| 6     | AZE  | Alan Nanijew        | 190,0       | 210,0       | 410,0       |
| 7     | AUT  | Matthias Steiner    | 182,5       | 222,5       | 405,0       |
| 8     | UZB  | Alexander Urimow    | 185,0       | 215,0       | 400,0       |
| 9     | BLR  | Michail Audzeyeu    | 185,0       | 215,0       | 400,0       |
| 10    | GER  | Andre Rohde         | 177,5       | 217,5       | 395,0       |

Datum: 24. August 2004

22 Teilnehmer aus 19 Ländern
Der ungarische Athlet und Silbermedaillengewinner Ferenc Gyurkovics wurde nachträglich wegen eines Dopingvergehens disqualifiziert. Somit wurde Igor Razoronow zum Silbermedaillengewinner erklärt. Bronze bekam der russische Gewichtheber Gleb Pissarewski.

### Klasse über 105 kg (Superschwergewicht)
| Platz | Land | Sportler              | Reißen (kg) | Stoßen (kg) | Gesamt (kg) |
| ----- | ---- | --------------------- | ----------- | ----------- | ----------- |
| 1     | IRI  | Hossein Rezazadeh     | 210,0       | 263,5 (WR)  | 472,5       |
| 2     | LAT  | Viktors Ščerbatihs    | 205,0       | 250,0       | 455,0       |
| 3     | BUL  | Welitschko Tscholakow | 207,5       | 240,0       | 447,5       |
| 4     | UKR  | Hennadij Krassylnykow | 200,0       | 240,0       | 440,0       |
| 5     | UKR  | Oleksij Kolokolzew    | 195,0       | 242,5       | 437,5       |
| 6     | POL  | Paweł Najdek          | 190,0       | 240,0       | 430,0       |
| 7     | USA  | Shane Hamman          | 192,5       | 237,5       | 430,0       |
| 8     | KOR  | An Yong-kwon          | 202,5       | 225,0       | 427,5       |
| 9     | UZB  | Igor Chalilow         | 187,5       | 232,5       | 420,0       |
| 10    | POL  | Grzegorz Kleszcz      | 190,0       | 225,0       | 415,0       |

Datum: 25. August 2004

17 Teilnehmer aus 15 Ländern
Der deutsche Gewichtheber Ronny Weller musste bei seiner fünften und letzten Olympiateilnahme verletzt aufgeben. Bei der ersten Disziplin, dem Reißen, gab es Probleme mit der rechten Schulter. Der neben Birgit Fischer erfolgreichste deutsche Olympiateilnehmer konnte nicht die erhoffte fünfte olympische Medaille in Folge gewinnen. Der Gewinner Hossein Rezazadeh wiederholte seinen Olympiasieg von Sydney mit einem Weltrekord. Das eigentliche Zweikampfergebnis Rezazadehs wäre 473,5 kg. Nach den Regeln des Weltgewichtheberverbandes muss ein Zweikampfergebnis aber durch 2,5 teilbar sein. Ist dies nicht der Fall, wird der nächstgeringere Wert, der durch 2,5 teilbar ist, als Totale angegeben, hier also 472,5 kg statt 473,5 kg.

## Ergebnisse Frauen

### Klasse bis 48 kg (Fliegengewicht)
| Platz | Land | Sportlerin        | Reißen (kg) | Stoßen (kg) | Gesamt (kg) |
| ----- | ---- | ----------------- | ----------- | ----------- | ----------- |
| 1     | TUR  | Nurcan Taylan     | 97.5 (WR)   | 112.5       | 210,0 (WR)  |
| 2     | CHN  | Li Zhuo           | 92.5        | 112.5       | 205,0       |
| 3     | THA  | Aree Wiratthaworn | 85,0        | 115,0 (OR)  | 200,0       |
| 4     | IND  | N. Kunjarani Devi | 82,5        | 107,5       | 190,0       |
| 5     | BUL  | Isabela Dragnewa  | 82,5        | 105,0       | 187,5       |
| 6     | TPE  | Chen Han-tung     | 80,0        | 102,5       | 182,5       |
| 7     | NGR  | Blessed Udoh      | 75,0        | 105,0       | 180,0       |
| 8     | PRK  | Choe Un-sim       | 82,5        | 095,0       | 177,5       |
| 9     | JPN  | Hiromi Miyake     | 77,5        | 097,5       | 175,0       |
| 10    | USA  | Tara Cunningham   | 77,5        | 095,0       | 172,5       |

Datum: 14. August 2004

15 Teilnehmerinnen aus 14 Ländern

### Klasse bis 53 kg (Federgewicht)
| Platz | Land | Sportlerin          | Reißen (kg) | Stoßen (kg) | Gesamt (kg) |
| ----- | ---- | ------------------- | ----------- | ----------- | ----------- |
| 1     | THA  | Udomporn Polsak     | 97,5        | 125,5 (OR)  | 222,5       |
| 2     | INA  | Raema Lisa Rumbewas | 95,0        | 115,0       | 210,0       |
| 3     | COL  | Mabel Mosquera      | 87,5        | 110,0       | 197,5       |
| 4     | ROM  | Mărioara Munteanu   | 85,0        | 105,0       | 190,0       |
| 5     | BLR  | Nastassia Nowikawa  | 87,5        | 102,5       | 190,0       |
| 6     | PNG  | Dika Toua           | 75,0        | 102,5       | 177,5       |
| 7     | FRA  | Virginie Lachaume   | 75,0        | 100,0       | 175,0       |
|       | IND  | Sanamacha Chanu     | –           | –           | DSQ         |

Datum: 15. August 2004

8 Teilnehmerinnen aus 8 Ländern

### Klasse bis 58 kg (Leichtgewicht)
| Platz | Land | Sportlerin            | Reißen (kg) | Stoßen (kg) | Gesamt (kg) |
| ----- | ---- | --------------------- | ----------- | ----------- | ----------- |
| 1     | CHN  | Chen Yanqing          | 107,5 (OR)  | 130,0       | 237,5 (OR)  |
| 2     | PRK  | Ri Song-hui           | 102,5       | 130,0       | 232,5       |
| 3     | THA  | Wandee Kameaim        | 102,5       | 127,5       | 230,0       |
| 4     | TUR  | Aylin Daşdelen        | 100,0       | 125,0       | 225,0       |
| 5     | POL  | Aleksandra Klejnowska | 097,5       | 122,5       | 220,0       |
| 6     | PRK  | Pak Hyon-suk          | 095,0       | 122,5       | 217,5       |
| 7     | ECU  | Alexandra Escobar     | 095,0       | 120,0       | 215,0       |
| 8     | INA  | Patmawati Abdul Hamid | 095,0       | 117,0       | 212,5       |
| 9     | GBR  | Michaela Breeze       | 092,5       | 120,0       | 212,5       |
| 10    | NGR  | Franca Gbodo          | 095,0       | 117,0       | 212,5       |

Datum: 16. August 2004

14 Teilnehmerinnen aus 13 Ländern

### Klasse bis 63 kg (Mittelgewicht)
| Platz | Land | Sportlerin        | Reißen (kg) | Stoßen (kg) | Gesamt (kg) |
| ----- | ---- | ----------------- | ----------- | ----------- | ----------- |
| 1     | UKR  | Natalija Skakun   | 107,5       | 135 (OR)    | 242,5       |
| 2     | BLR  | Hanna Bazjuschka  | 115,0 (WR)  | 127,5       | 242,5       |
| 3     | BLR  | Tazjana Stukalawa | 100,0       | 122,5       | 222,5       |
| 4     | TUN  | Hayet Sassi       | 095,0       | 120,0       | 215,0       |
| 5     | KOR  | Kim Soo-kyung     | 092,5       | 122,5       | 215,0       |
| 6     | VIE  | Nguyễn Thị Thiết  | 095,0       | 110,0       | 205,0       |
| 7     | ALG  | Leila Lassouani   | 085,0       | 115,0       | 200,0       |
|       | IND  | Karnam Malleswari | –           | –           | DNF         |
|       | GRE  | Anastasia Tsakiri | –           | –           | DNF         |

Datum: 18. August 2004

9 Teilnehmerinnen aus 8 Ländern
Natalija Skakun siegte aufgrund des geringeren Körpergewichts bei gleicher Gesamtleistung zu Hanna Bazjuschka.

### Klasse bis 69 kg (Halbschwergewicht)
| Platz | Land | Sportlerin          | Reißen (kg) | Stoßen (kg) | Gesamt (kg)   |
| ----- | ---- | ------------------- | ----------- | ----------- | ------------- |
| 1     | CHN  | Liu Chunhong        | 122,5 (WR)  | 153 (WR)    | 275,0 kg (WR) |
| 2     | HUN  | Eszter Krutzler     | 117,5       | 145,0       | 262,5         |
| 3     | RUS  | Sarema Kassajewa    | 117,5       | 145,0       | 262,5         |
| 4     | BUL  | Slawejka Ruschinska | 115,0       | 135,0       | 250,0         |
| 5     | UKR  | Wanda Maslowska     | 110,0       | 135,0       | 245,0         |
| 6     | BUL  | Milena Trendafilowa | 105,0       | 132,5       | 237,5         |
| 7     | CMR  | Madeleine Yamechi   | 105,0       | 130,0       | 235,0         |
| 8     | COL  | Ubaldina Valoyes    | 105,0       | 127,5       | 232,5         |
| 9     | UGA  | rene Ajambo         | 060,0       | 090,0       | 150,0         |
|       | KOR  | Kang Mi-suk         | –           | –           | DNF           |
|       | TUR  | Sibel Şimşek        | –           | –           | DNF           |

Datum: 19. August 2004

11 Teilnehmerinnen aus 10 Ländern

### Klasse bis 75 kg (Schwergewicht)
| Platz | Land | Sportlerin          | Reißen (kg) | Stoßen (kg) | Gesamt (kg) |
| ----- | ---- | ------------------- | ----------- | ----------- | ----------- |
| 1     | THA  | Pawina Thongsuk     | 122,5       | 150,0 (OR)  | 272,5 (WR)  |
| 2     | RUS  | Natalja Sabolotnaja | 125,0 (OR)  | 145,0       | 270,0       |
| 3     | RUS  | Walentina Popowa    | 120,0       | 145,0       | 265,0       |
| 4     | HUN  | Gyöngyi Likerecz    | 115,0       | 142,5       | 257,5       |
| 5     | GRE  | Christina Ioannidi  | 112,5       | 142,5       | 255,0       |
| 6     | KAZ  | Tatjana Chromowa    | 117,5       | 135,5       | 252,5       |
| 7     | KOR  | Kim Soon-hee        | 112,5       | 137,5       | 250,0       |
| 8     | COL  | Tulia Medina        | 112,5       | 132,5       | 245,0       |
| 9     | ARG  | Nora Köppel         | 100,0       | 137,5       | 237,5       |
| 10    | DOM  | Wanda Rijo          | 110,0       | 127,5       | 237,5       |

Datum: 19. und 20. August 2004

16 Teilnehmerinnen aus 15 Ländern

### Klasse über 75 kg (Superschwergewicht)
| Platz | Land | Sportlerin               | Reißen (kg) | Stoßen (kg) | Gesamt (kg) |
| ----- | ---- | ------------------------ | ----------- | ----------- | ----------- |
| 1     | CHN  | Tang Gonghong            | 122,5       | 182,5 (WR)  | 305,0 (WR)  |
| 2     | KOR  | Jang Mi-ran              | 130,0       | 172,5       | 302,5       |
| 3     | POL  | Agata Wróbel             | 130,0       | 160,0       | 290,0       |
| 4     | HUN  | Viktória Varga           | 127,5       | 155,0       | 282,5       |
| 5     | UKR  | Wiktorija Schaymardanowa | 130,0       | 150,0       | 280,0       |
| 6     | USA  | Cheryl Haworth           | 125,0       | 155,0       | 280,0       |
| 7     | UKR  | Olha Korobka             | 125,0       | 155,0       | 280,0       |
| 8     | GRE  | Vasiliki Kasapi          | 125,0       | 152,5       | 277,5       |
| 9     | COL  | Carmenza Delgado         | 120,0       | 150,0       | 270,0       |
| 10    | PER  | Manuela Rejas            | 095,0       | 125,0       | 220,0       |

Datum: 21. August 2004

12 Teilnehmerinnen aus 11 Ländern
Der letzte Versuch im Stoßen der Olympiasiegerin wurde gültig gegeben, obwohl er regelwidrig war. Die Hantelstange war nicht zu den Füßen regelgerecht ausgerichtet, sondern der Körper der Athletin leicht gedreht.

## Doping
Der Grieche Leonidas Sampanis (Federgewicht), die Ungarn Zoltán Kecskés (Federgewicht), Zoltán Kovács (Schwergewicht) und Ferenc Gyurkovics (Schwergewicht) sowie die Myanmarin Nan Aye Khine (Fliegengewicht) und die Inderin Sanamacha Chanu (Federgewicht) wurden wegen Dopings disqualifiziert. Erst im Februar 2013 wurde der Russe Oleg Perepetschonow (Mittelgewicht) wegen der Verwendung von Clenbuterol disqualifiziert, nachdem die Dopingproben ein zweites Mal mit verbesserten Methoden analysiert worden waren.